# 扬·潘楚鲁
扬·潘楚鲁（羅馬尼亞語：Ion Panţuru，1934年9月11日—2016年1月17日），罗马尼亚男子雪车运动员。他曾代表罗马尼亚参加1964年、1968年、1972年和1976年冬季奥林匹克运动会雪车比赛，其中1968年奥运会获得一枚铜牌。